# Gare de Bourg-la-Reine
Pour les articles homonymes, voir Gare de Bourg.
La gare de Bourg-la-Reine est une gare ferroviaire française de la ligne de Sceaux, située dans la commune de Bourg-la-Reine (département des Hauts-de-Seine).
C'est une gare de la Régie autonome des transports parisiens (RATP) desservie par les trains de la ligne B du RER.

## Situation ferroviaire
La gare est située au point kilométrique (PK) 6,8 — le PK 0,0 étant en gare de Denfert-Rochereau — de la partie RATP de l'ex-ligne de Sceaux, à la bifurcation des branches de la ligne B du RER vers Robinson et vers Saint-Rémy-lès-Chevreuse.
La gare proprement dite est composée de cinq voies dont quatre sont accolées à un quai : 
- la voie 1 pour les trains allant vers le sud, Massy - Palaiseau ou Saint-Rémy-lès-Chevreuse ;
- la voie 2 pour les trains allant vers le nord en direction Paris et en provenance de Massy - Palaiseau ou Saint-Rémy-lès-Chevreuse ;
- la voie 1 bis pour les trains allant vers le sud ouest en direction de Robinson ;
- la voie 2 bis pour les trains allant vers le nord en direction Paris et en provenance de Robinson ;
- la voie 4, petite voie de garage située à l'ouest de la voie 2 bis, le long du quai mais non accolée, souvent utilisée pour garer les trains de surveillance des voies.

Au nord de la gare, quatre voies de garage permettent de garer des couplages de rames. Deux (voies 3 et 5) sont assez longues ; deux autres (voies 7 et 9), plus courtes et intégrées à une dalle en béton, passent sous un porche et sont utilisées pour garer des trains de chantier.
Les emprises de la gare comprennent le saut-de-mouton, construit dans les années 1930, ainsi que les voies d'évitement A et B (parfois utilisées comme voies de garage ou pour un demi-tour) et la voie de garage 3T, toutes situées juste au nord du saut-de-mouton (à environ 300 mètres de l'extrémité des quais).

## Histoire
Cette gare a la particularité de constituer un Y, puisqu'elle est commune aux branches de Robinson et de Saint-Rémy-lès-Chevreuse, qui se séparent peu avant côté Paris. Lors de la rénovation de la ligne par la Compagnie du chemin de fer métropolitain de Paris (CMP) dans les années 1930, un saut-de-mouton a été créé pour éviter les conflits entre les trains circulant en sens contraire au niveau de la bifurcation.
Au début des années 2000, cette gare a fait l'objet d'importants travaux consistant à créer un nouvel accès donnant directement sur le couloir de correspondance, l'installation de trois ascenseurs (un pour chaque quai) et la rénovation du bâtiment voyageur historique. Elle est désormais entièrement accessible aux personnes à mobilité réduite.
Après la séparation du quai central en deux se trouvent une sous-station électrique et, souvenir de la ligne de Sceaux avant le RER, un logo du métro taillé dans des haies. Par ailleurs, autre particularité de cette gare, les panneaux indicateurs de desserte ont été les premiers de nouvelles générations à avoir été posés sur le réseau RATP.
En 2021, selon les estimations de la RATP, 3 134 620 voyageurs sont entrés dans cette gare, ce qui la place en 22e position des gares de RER exploitées par la RATP pour sa fréquentation.

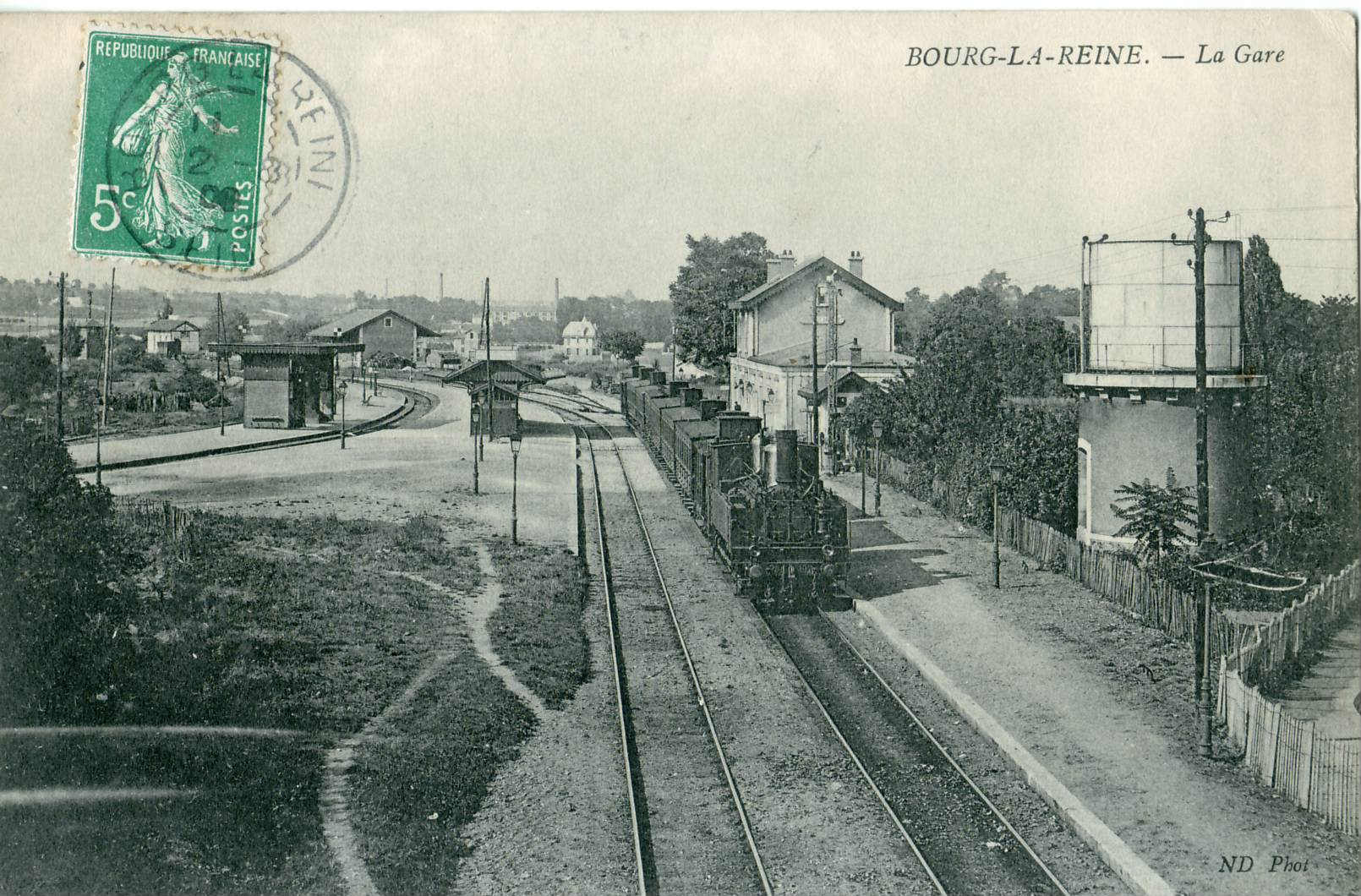
La gare de Bourg-la-Reine, au tout début du XXe siècle, du temps où le PO exploitait la ligne de Sceaux avec des trains à vapeur. La bifurcation des deux branches de la ligne est bien visible.
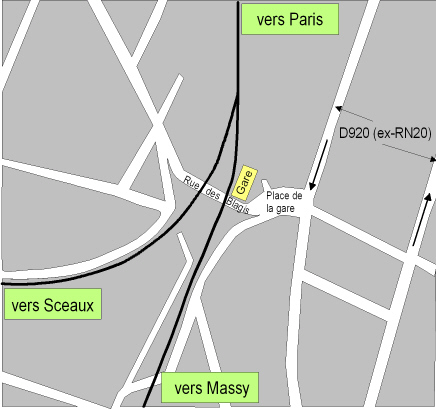
Plan de situation des voies ferrées à la gare RER de Bourg-la-Reine.

## Service des voyageurs

### Accès
La gare compte trois accès :
- l'accès no 1 « place de la Gare »  ;
- l'accès no 2 « rue André Theuriet » ;
- l'accès no 3 « rue des Blagis ».

Accès à la gare
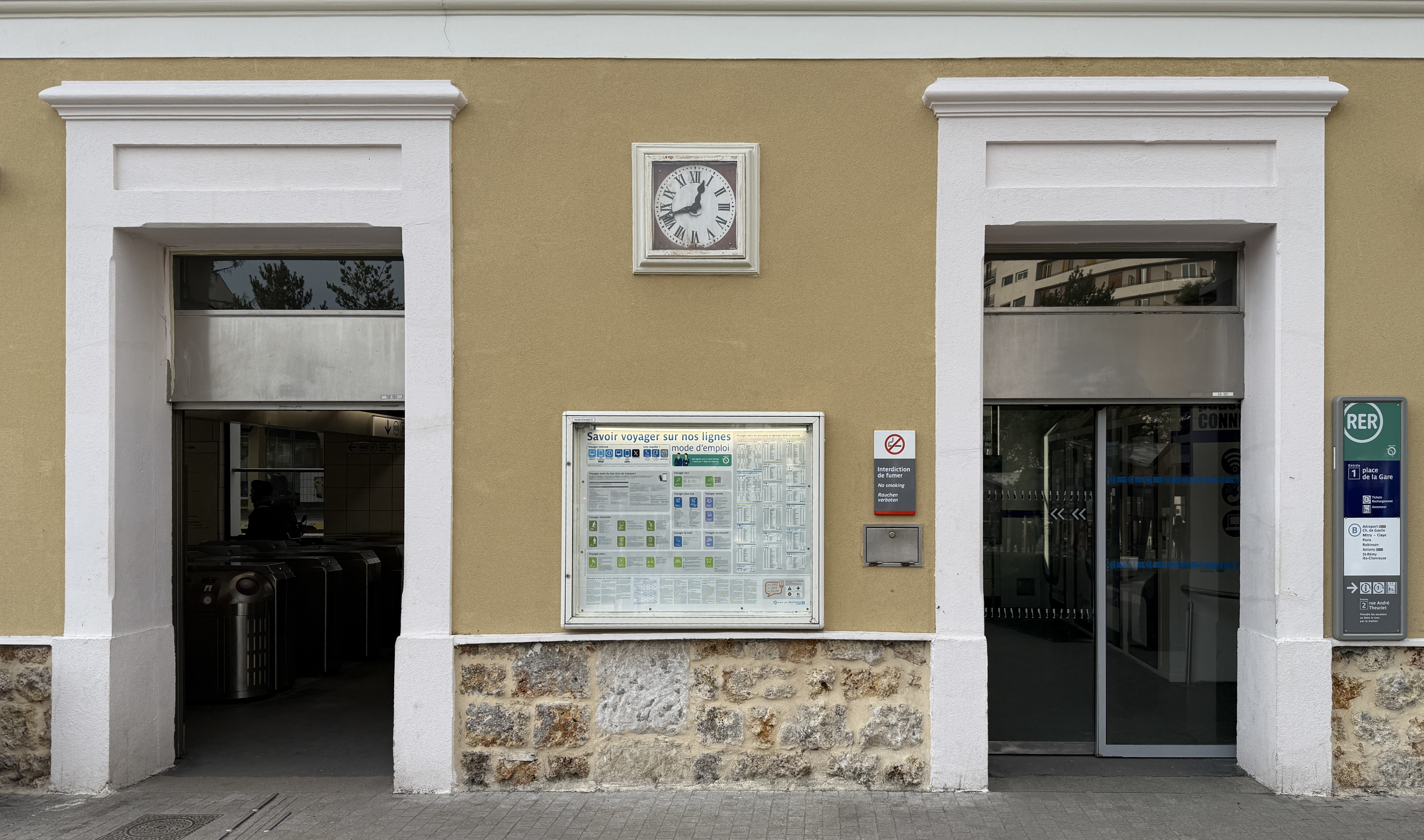
L'accès no 1 « Place de la Gare ».
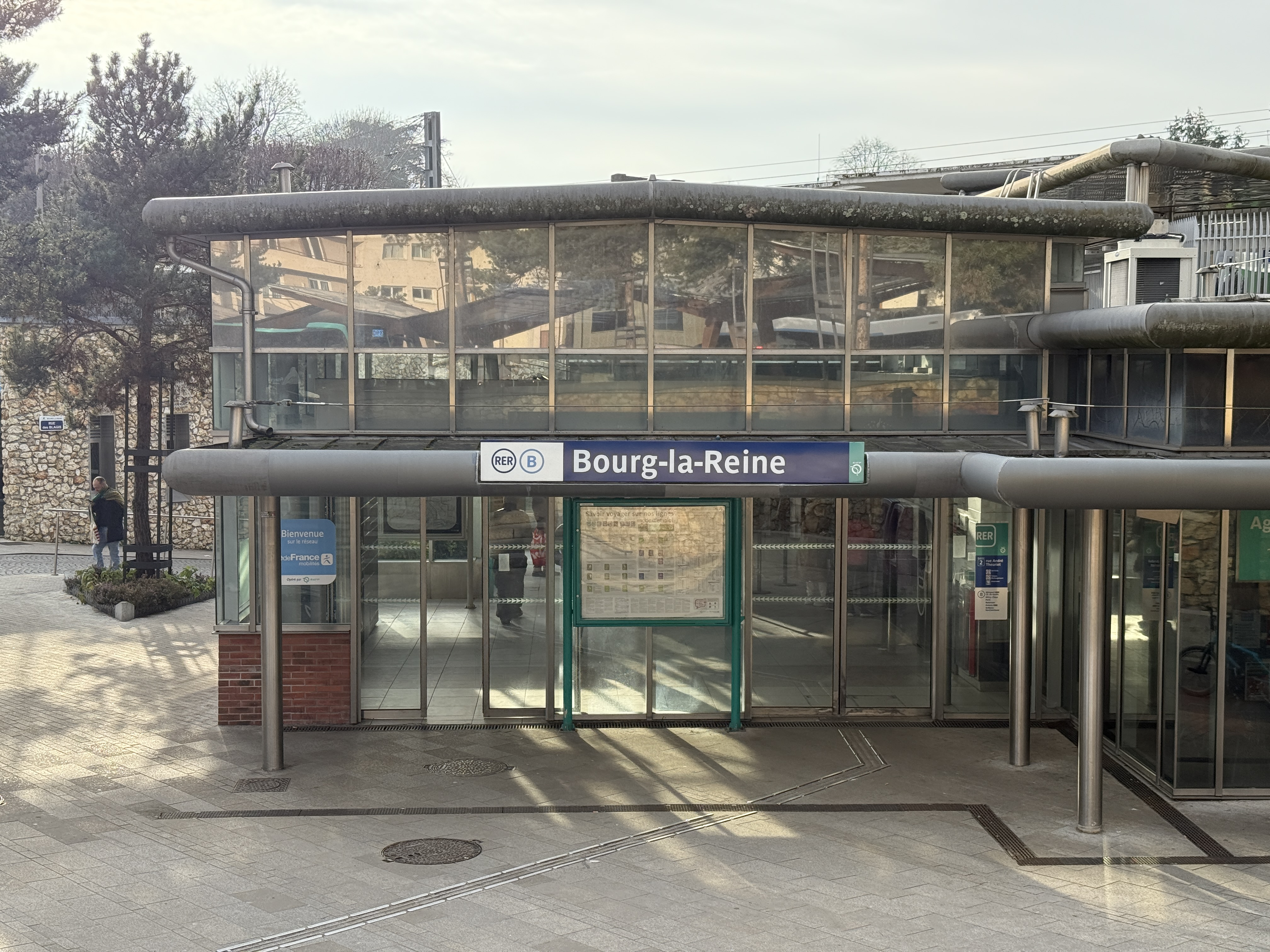
L'accès no 2 « Rue André Theuriet ».
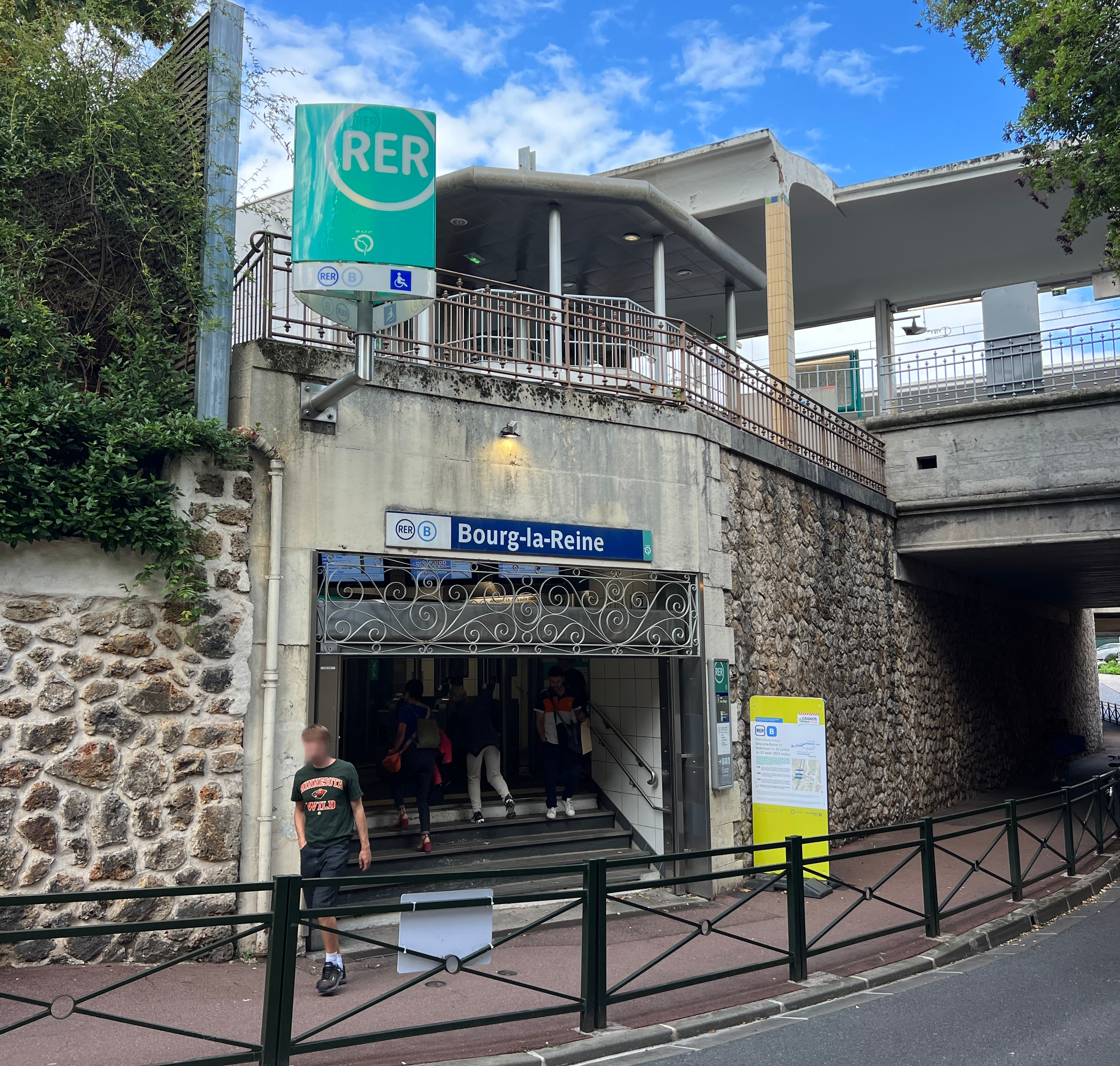
L'accès no 3 « Rue des Blagis ».

### Desserte
La gare est desservie par les trains de la ligne B du RER.

### Intermodalité
La gare est desservie par les lignes 172, 192, 197, 388, 390 et 394 du réseau de bus RATP, par les lignes 6 et 7 du réseau de bus Vallée Sud Bus et, la nuit, par les lignes N14 et N21 du réseau de bus Noctilien.

## Galerie de photographies

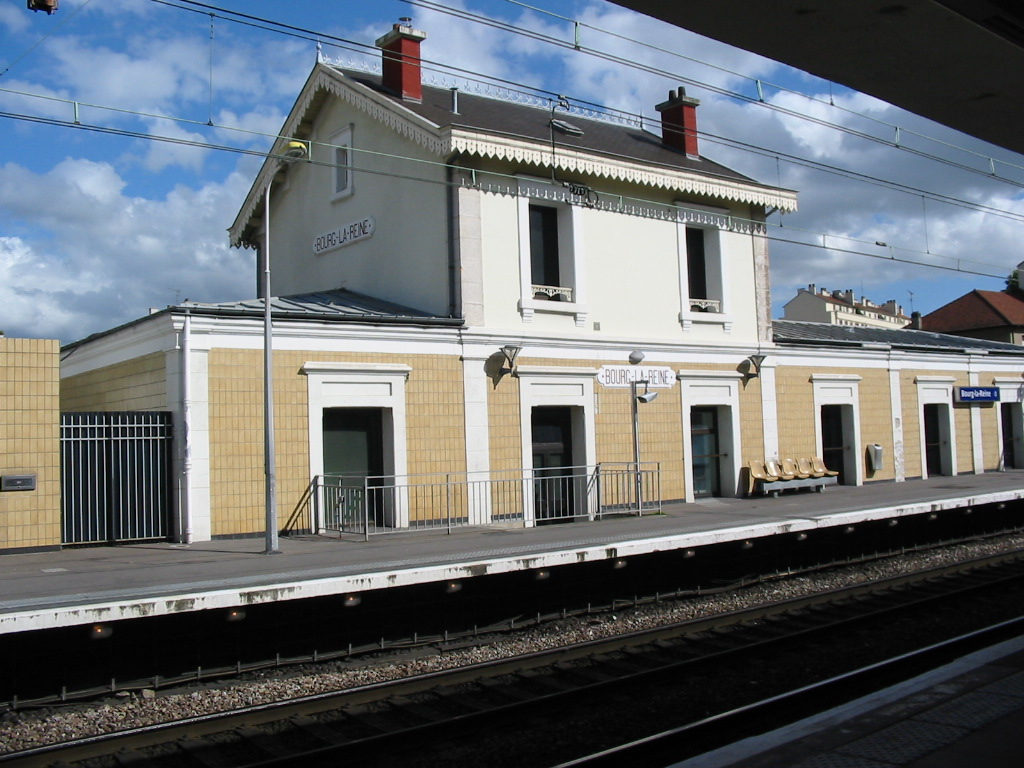
Bâtiment voyageurs.
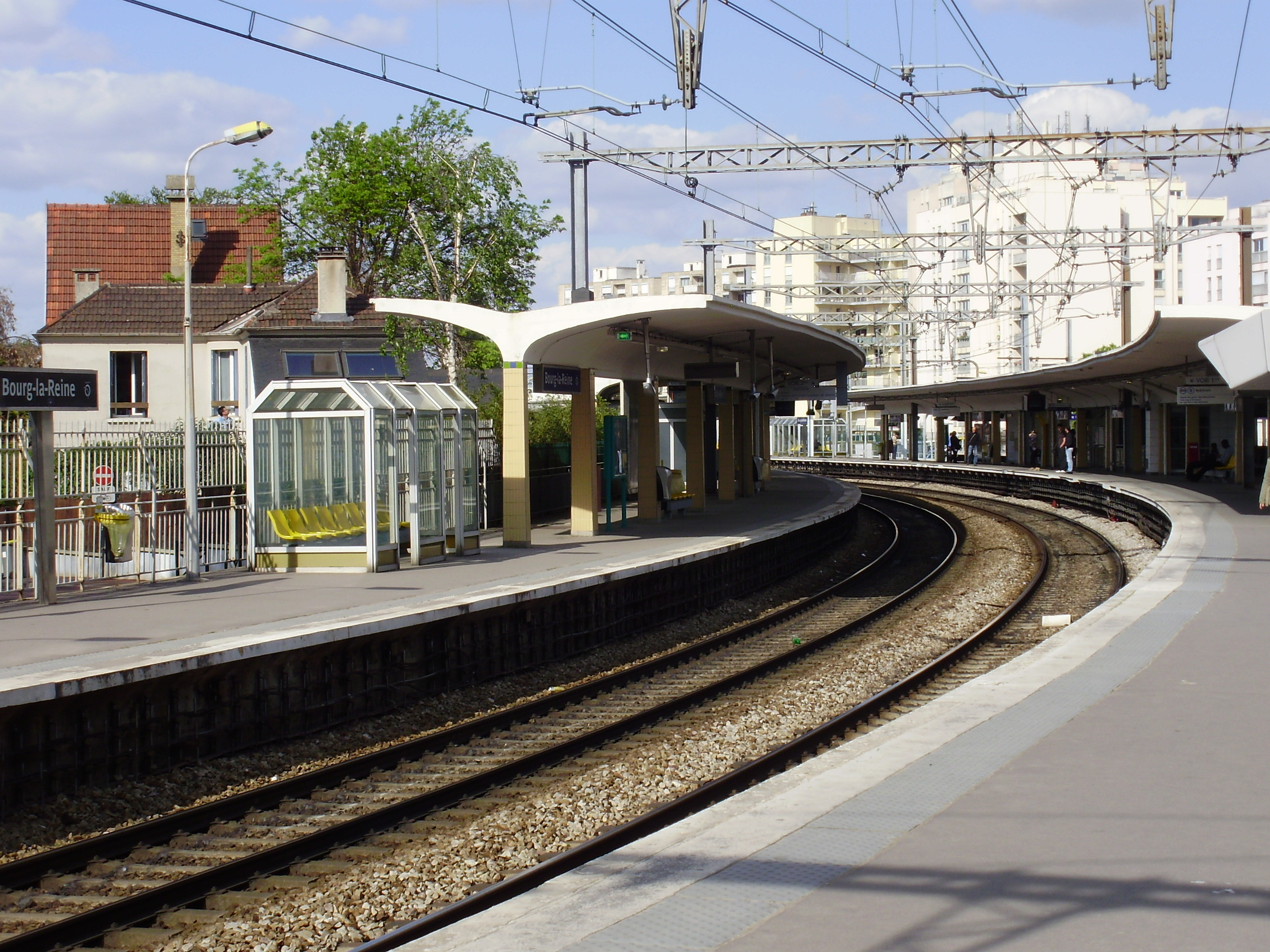
Quais et voies en regardant vers le nord, depuis le quai pour Robinson.
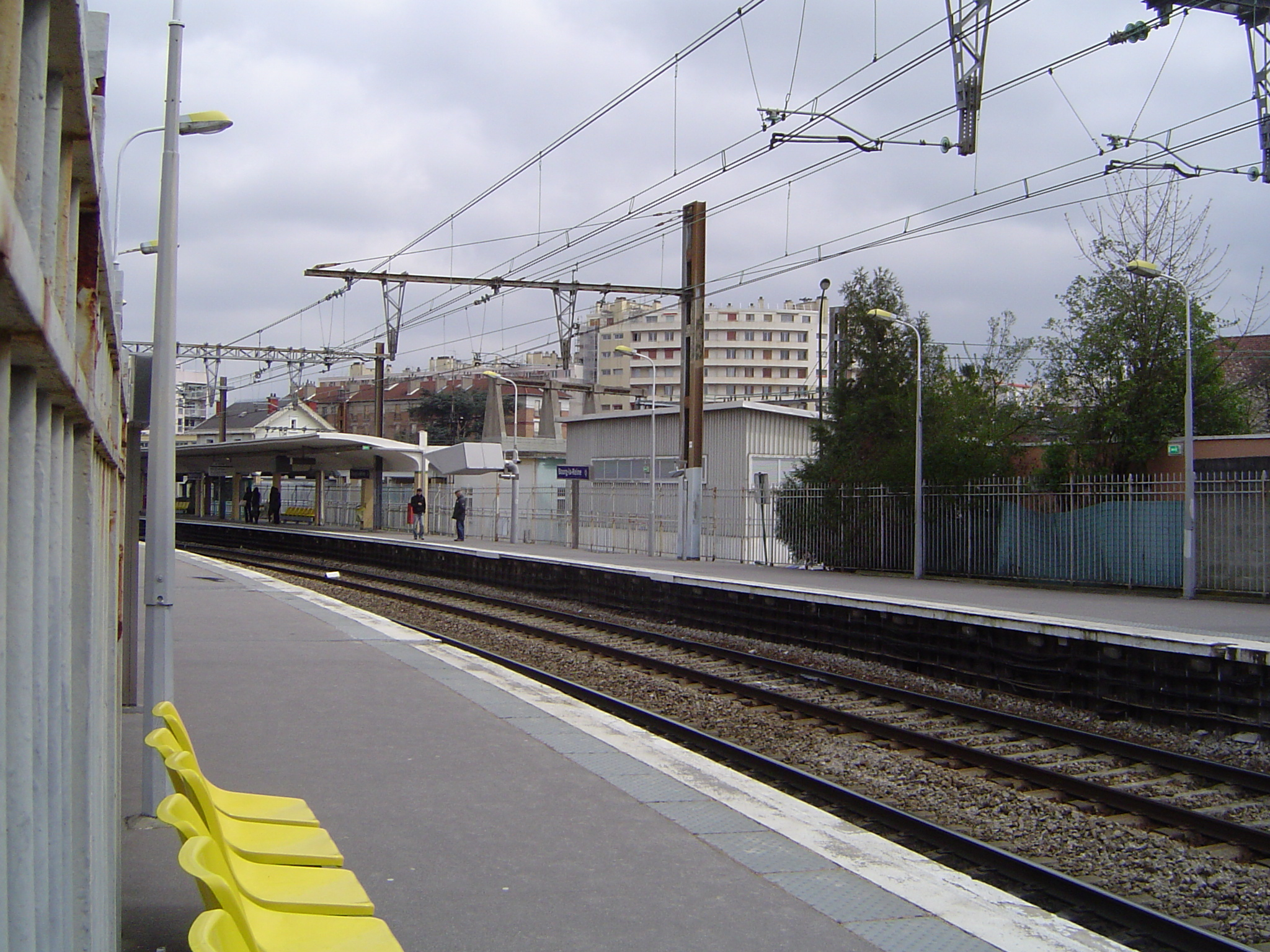
L'un des quais de la gare de Bourg-la-Reine.
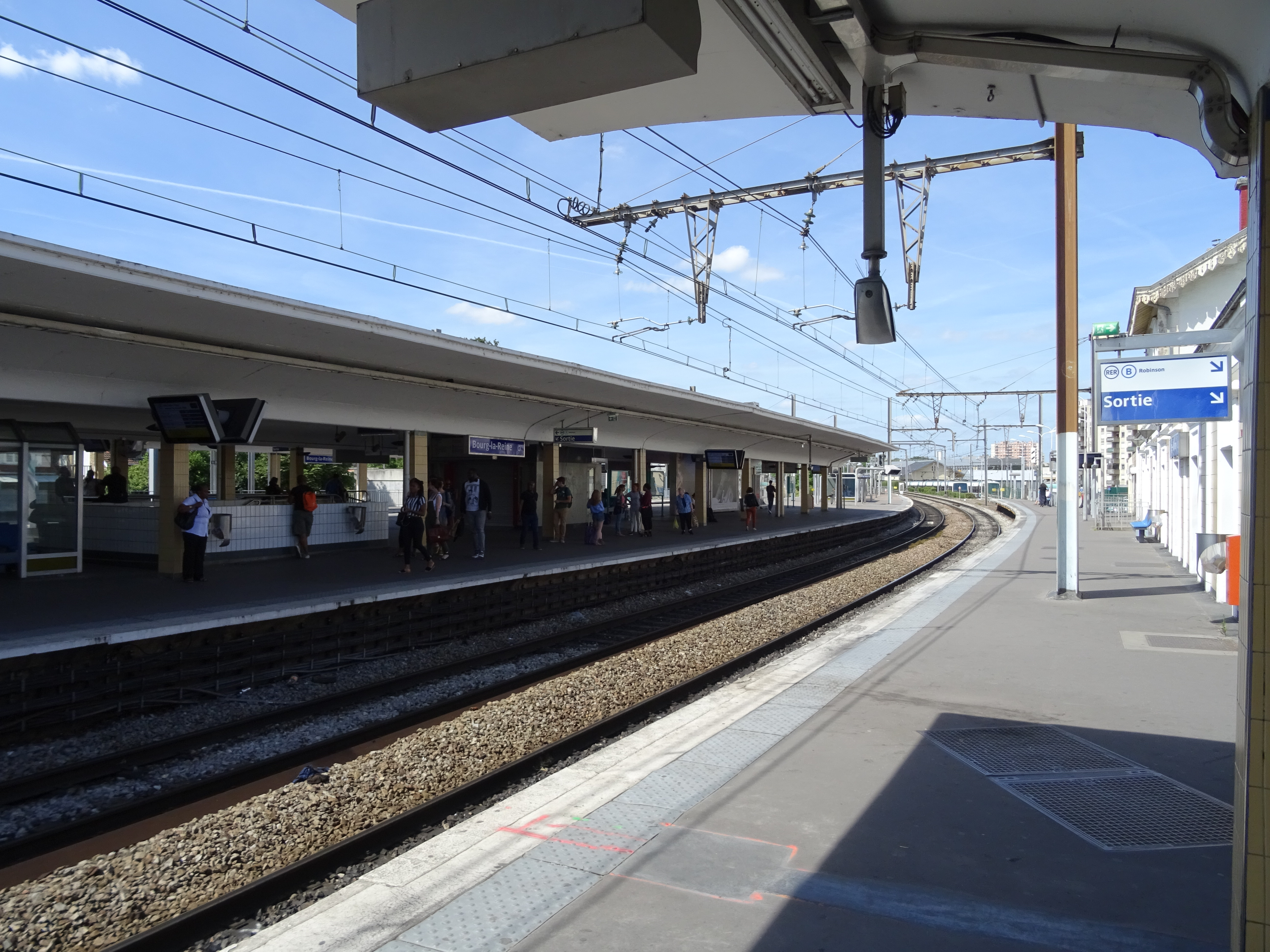
Quais des voies de Paris à Saint-Rémy-lès-Chevreuse.
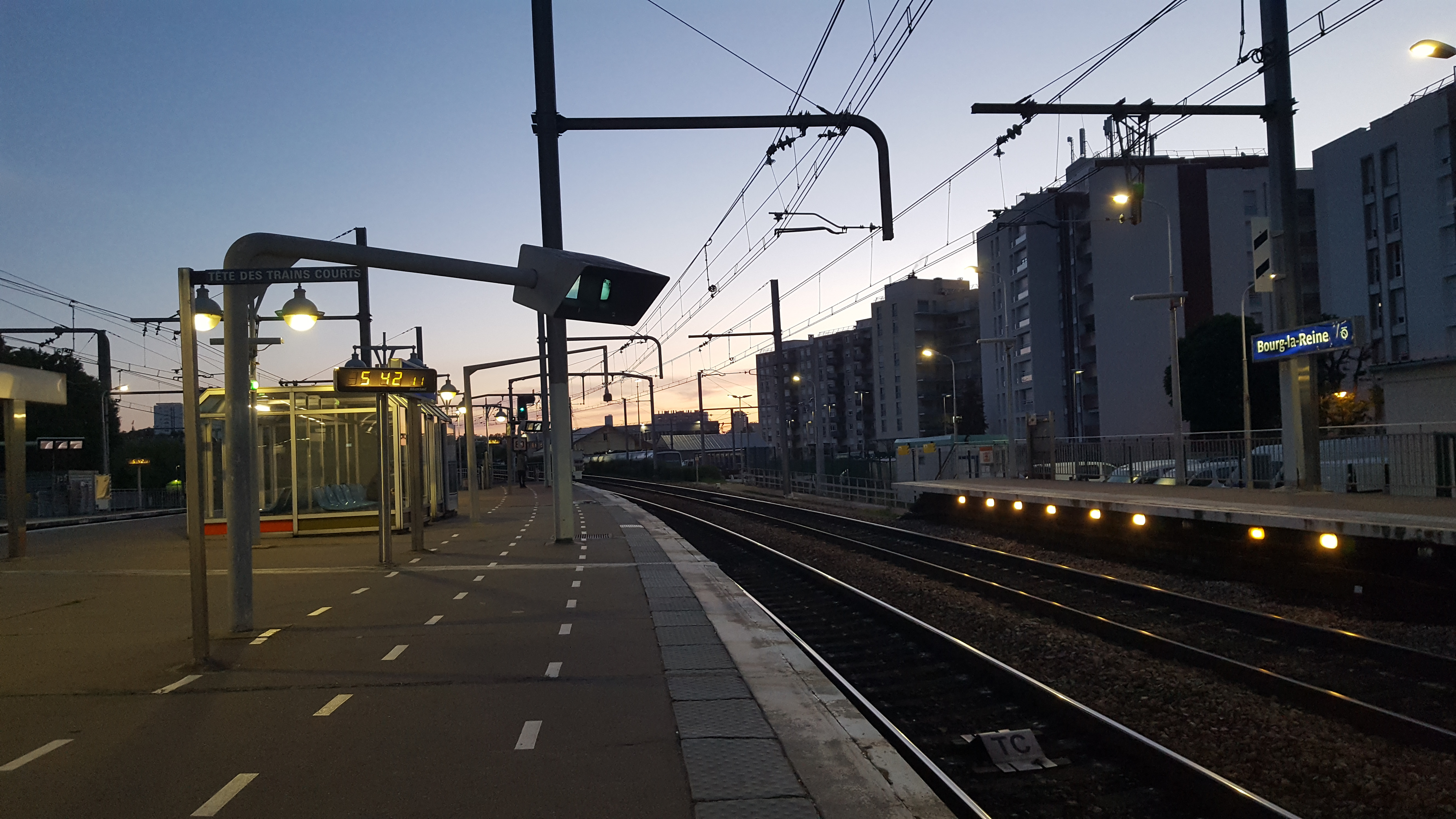
Voie 2 vers Paris tôt le matin.
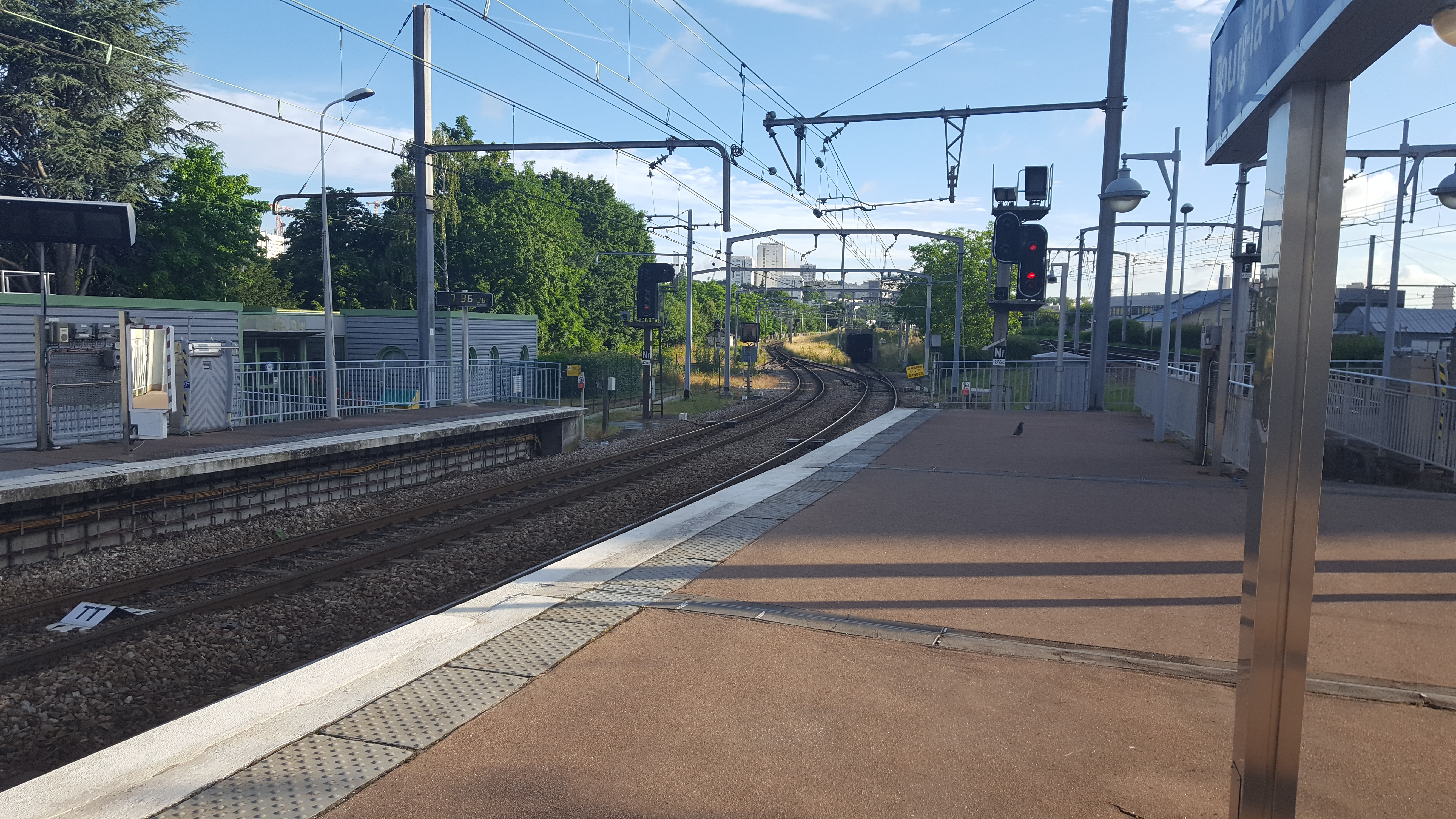
Voie 1 bis vers Paris.
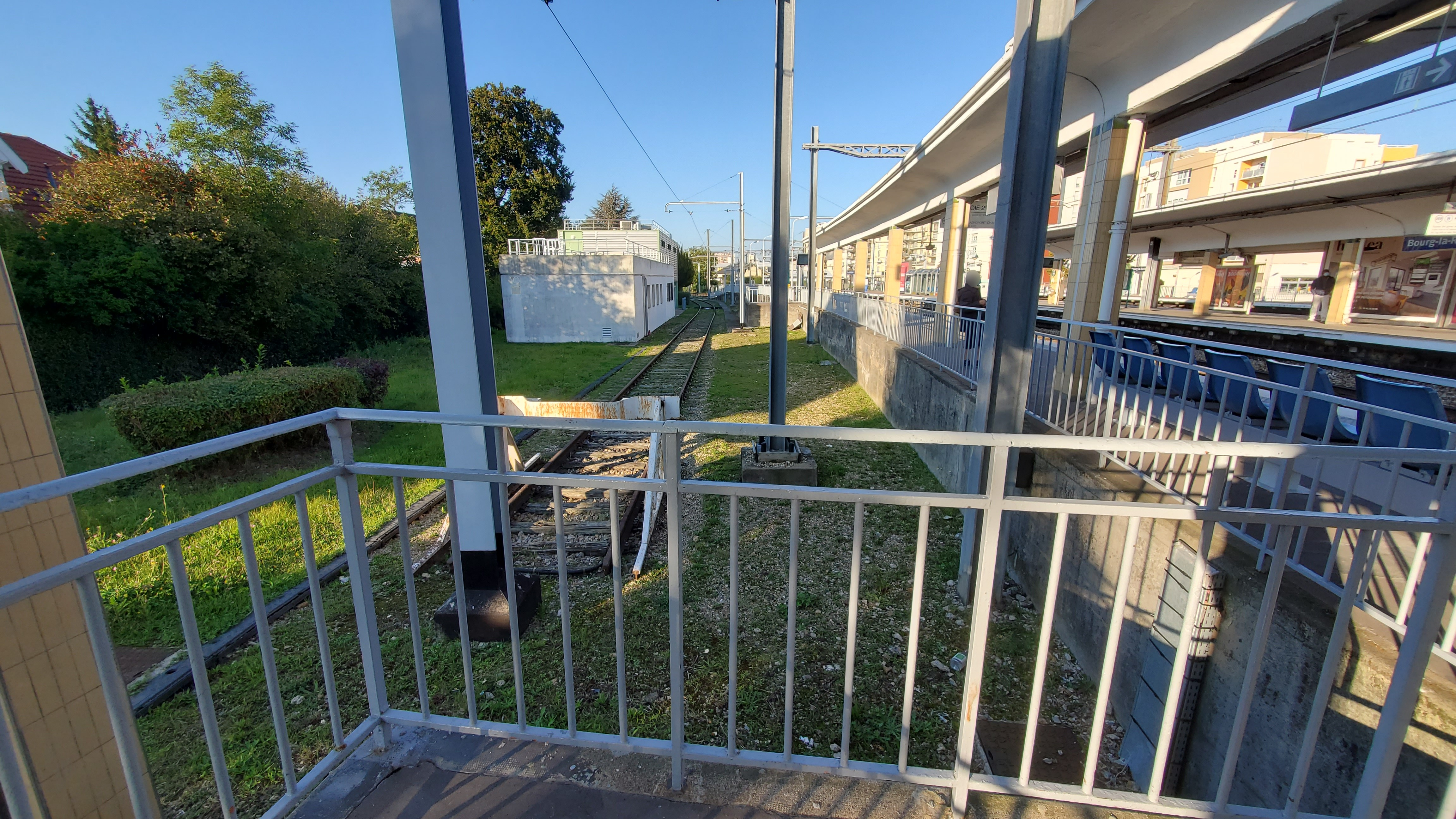
Voie 4 (garage).